# Peltaphis hottesi
Peltaphis hottesi är en insektsart som först beskrevs av Theodore Henry Frison och Ross 1933.  Peltaphis hottesi ingår i släktet Peltaphis och familjen långrörsbladlöss. Inga underarter finns listade i Catalogue of Life.